# 飛雅特鐵路

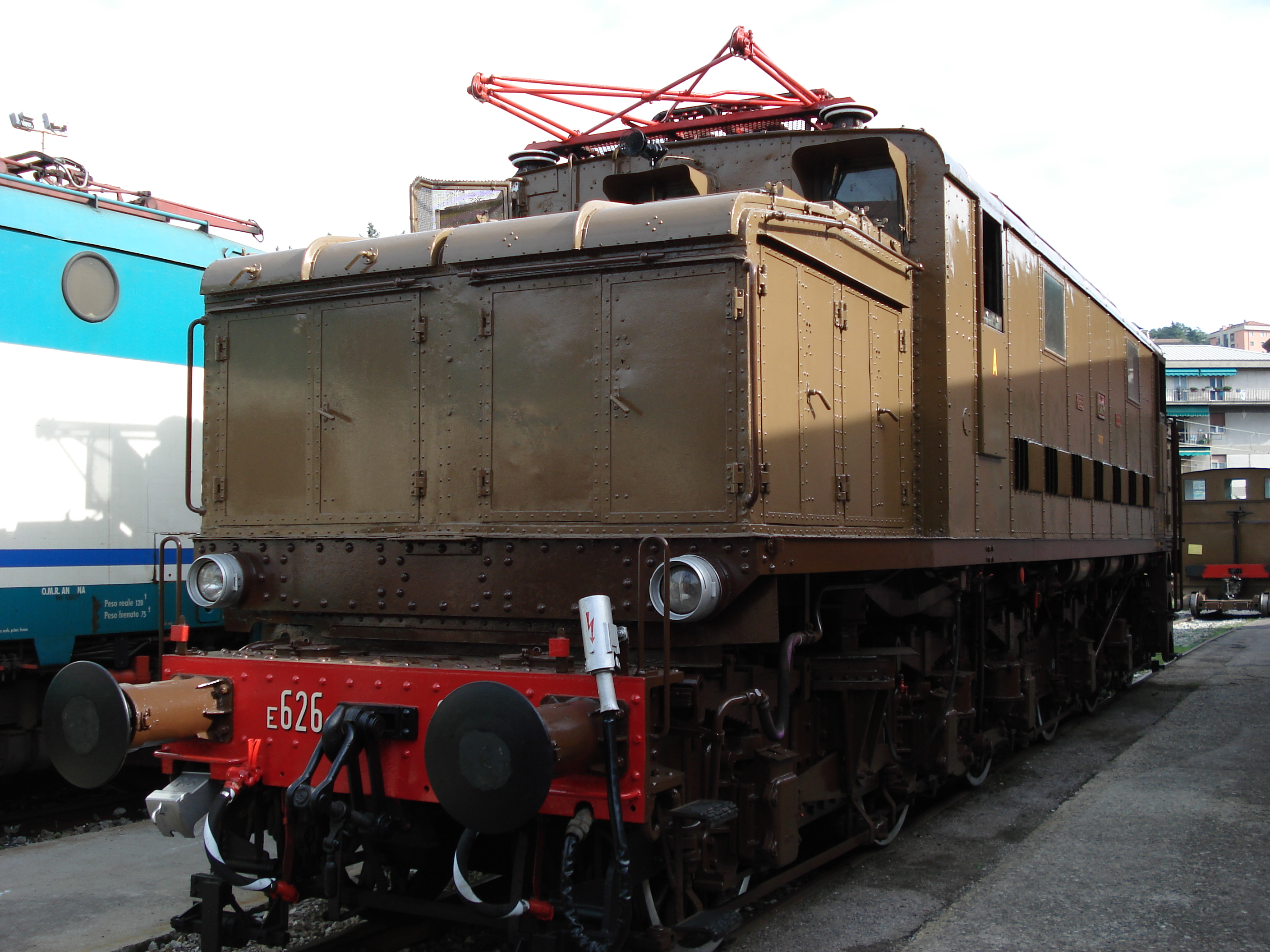
1930年代起使用的義大利鐵路FS Class E626電力機車。

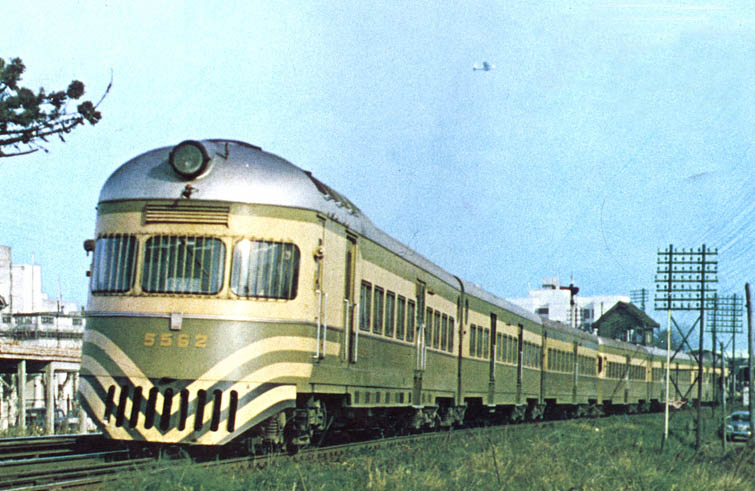
使用於阿根廷鐵路運輸的Fiat Materfer 7131。

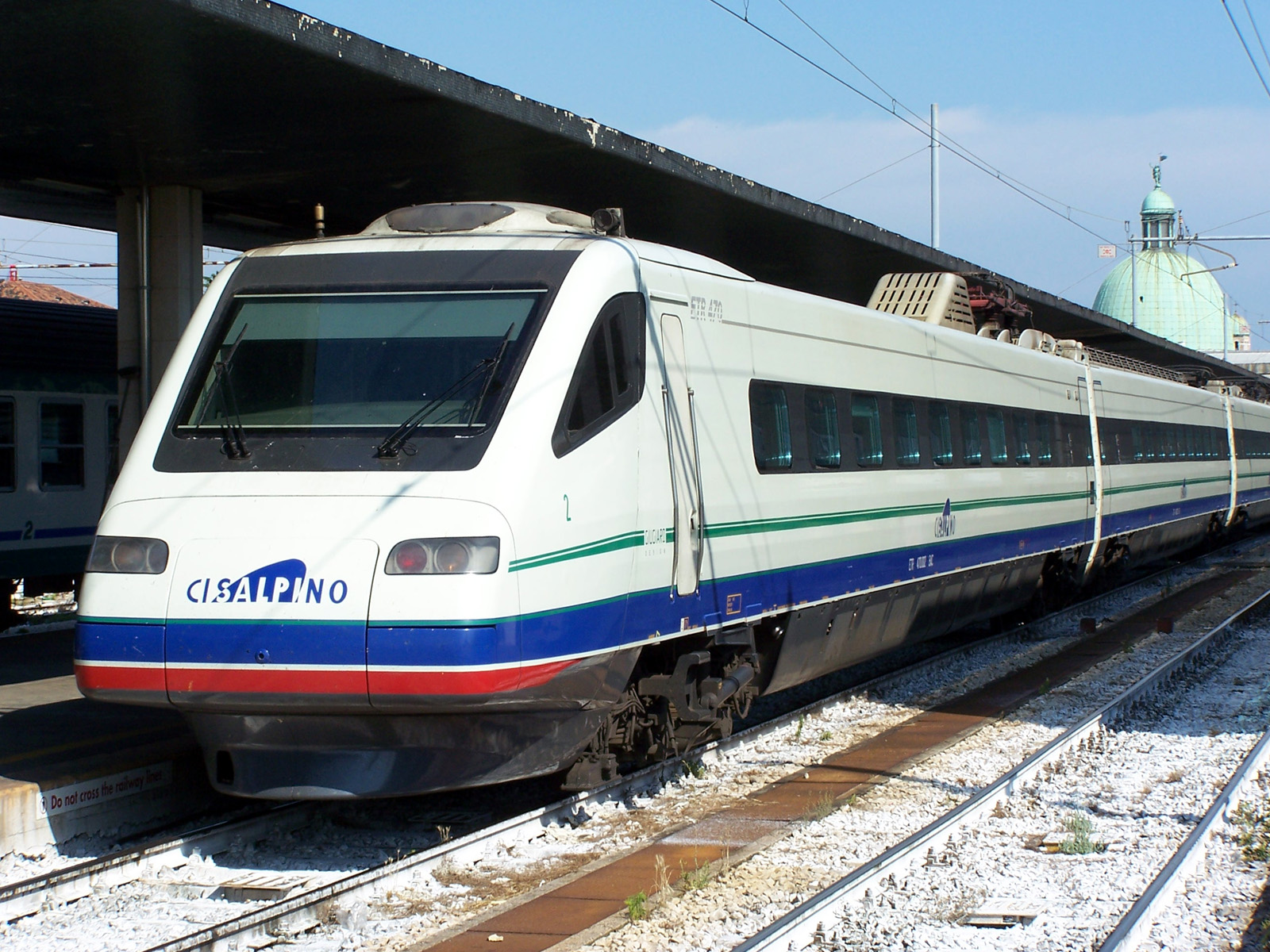
ETR 470。

飛雅特鐵路（義大利語：Fiat Ferroviaria），義大利鐵路車輛製造商，曾為飛雅特集團的鐵路車輛部門。

## 概要
飛雅特鐵路成立於1917年，1930年代起開始製造鐵路車輛，1970年成為飛雅特集團的一部分。1995年，飛雅特鐵路併購瑞士SIG的鐵路部門，成為附屬公司Fiat-Sig。飛雅特鐵路自1998年以前是阿根廷鐵路車輛製造公司Materfer的母公司，今日Materfer已為獨立公司。
2000年時，法國阿尔斯通公司併購飛雅特鐵路，至今多數飛雅特鐵路的產品仍持續製造和提供售後服務。